# Konguta
Konguta (deutsch: Konghetal oder Kongota) ist eine ehemalige Landgemeinde im estnischen Kreis Tartu mit einer Fläche von 107,6 km². Sie hatte 1419 Einwohner (1. Januar 2009). Seit 2017 gehört sie zur Landgemeinde Elva.
Neben dem Hauptort Konguta (195 Einwohner) gehörten zur Landgemeinde die Dörfer Annikoru, Kapsta, Karijärve, Kobilu, Kurelaane, Külaaseme, Lembevere, Majala, Metsalaane, Mäeotsa, Mälgi, Poole, Pööritsa, Vahessaare und Vellavere.
Sehenswert ist das historische Gutshaus von Konguta mit seinem Park und den Alleen.